# Alfred Enneper
Alfred Enneper (14 juin 1830 - 24 mars 1885) est un mathématicien prussien.

## Biographie
Alfred Enneper reçut son doctorat en 1856 de l'université Georg August à Göttingen pour sa thèse sur les fonctions d'argument complexe. Il étudia également les surfaces minimales, donnant son nom à l'une d'elles : la surface d'Enneper, paramétrisée en 1863. Contemporain de Karl Weierstrass (1815‐1897), il créa avec lui une classe entière de paramétrisations.

## Paramétrisation d'Enneper-Weierstrass
Il s'agit d'une paramétrisation générale des surfaces minimales.
{\displaystyle x=\Re \left(\int _{0}^{\omega }f(t)(1-g(t)^{2})dt\right)}
{\displaystyle y=\Re \left(i\int _{0}^{\omega }f(t)(1+g(t)^{2})dt\right)}
{\displaystyle z=\Re \left(2\int _{0}^{\omega }f(t)g(t)dt\right)}
où {\displaystyle f\,} est une fonction méromorphe, {\displaystyle g\,} une fonction holomorphe et {\displaystyle \omega \,} un nombre complexe.